# Ca l'Ixart
Ca l'Ixart és un casal d'origen medieval, ampliat en els segles XVII i XVIII, del municipi d'Altafulla protegit com a bé cultural d'interès local.

## Descripció
Casa d'origen medieval, va ser ampliada als segles XVII i xviii. A l'alçat consta de planta, un pis, graner alt i bodega. També hi ha una torre a la façana del carrer del forn, rectangular a la part baixa i octogonal a l'alta, amb coberta de fusta a vuit vessants i esgrafiats exteriors.
La construcció està feta amb maçoneria i reforçada amb carreus.
Les bodegues de la casa són àmplies i estan voltades amb maó.
El pati interior -que té un pou quadrat- està fet amb carreus.
Sota el vestíbul, pel carrer del forn, hi ha una sitja medieval, a les cambres de la planta noble hi ha habitacions cobertes amb arcs mixtilinis de fusta tallada.

## Història
Fa poc ha estat restaurada (1977) i la bonica torre, molt deteriorada pel que fa als esgrafiats, per l'artista Josep Barceló, segons idea del propietari.
Fora de la casa es troba un forn medieval que era de la vila.
Als maons del primer pis figura la data de 1767. També hi ha a la casa un arxiu familiar des del segle xviii, per això sabem que es començà a construir l'any 1625. Tota la casa en general té actualment un aspecte grandiós i el seu interès artístic i arquitectònic és molt considerable.